# Dead Cities
Dead Cities è una raccolta dei The Exploited pubblicata nel 2002 dalla Harry May Records.

## Tracce
1. Exploited Barmy Army
2. I Believe In Anarchy
3. Punk's Not Dead
4. Dogs Of War
5. Yop
6. Attack
7. Daily News
8. So Tragic
9. Alternative
10. Hitler's In The Charts Again
11. Dead Cities
12. Class War
13. UK 82
14. Disorder
15. War
16. Computers Don't Blunder
17. Troops Of Tomorrow
18. Sex And Violence

## Formazione
La formazione sotto riportata è quella risalente alla data di uscita dell'album
- Wattie Buchan - voce
- Robbie Davidson - chitarra
- Irish Bob - basso
- Willie Buchan - batteria